# Magyarország az 1966-os atlétikai Európa-bajnokságon
Magyarország a Budapesten megrendezett 1966-os atlétikai Európa-bajnokság egyik részt vevő nemzete volt. Az ország a versenyen  67 sportolóval képviseltette magát.

## Érmesek
| Érem  | Versenyző        | Versenyszám   | Dátum         |
| ----- | ---------------- | ------------- | ------------- |
| Arany | Varjú Vilmos     | Súlylökés     | szeptember 3. |
| Ezüst | Mecser Lajos     | 10 000 m      | augusztus 30. |
| Ezüst | Munkácsi Antónia | 400 m         | szeptember 1. |
| Ezüst | Zsivótzky Gyula  | Kalapácsvetés | szeptember 4. |
| Ezüst | Nagy Zsuzsa      | 800 m         | szeptember 4. |
| Bronz | Kulcsár Gergely  | Gerelyhajítás | szeptember 2. |
| Bronz | Tóth Gyula       | Maraton       | szeptember 4. |
| Bronz | Kalocsai Henrik  | Hármasugrás   | szeptember 4. |

## Eredmények

### Férfi
| Rozsnyai Huba                                                            | 100 m           | 11,0          | 6.            | 32.           | kiesett | kiesett | kiesett | kiesett       | kiesett       |               |               |               |               |
| Hajdú Lajos                                                              | 100 m           | 10,8          | 5.            | 16.           | kiesett | kiesett | kiesett | kiesett       | kiesett       |               |               |               |               |
| Istóczky József                                                          | 100 m           | 10,8          | 5.            | 18.           | kiesett | kiesett | kiesett | kiesett       | kiesett       |               |               |               |               |
| Istóczky József                                                          | 200 m           | 21,2          | 3.            | 5.            | 21,2    | 6.      | 8.      | kiesett       | kiesett       |               |               |               |               |
| Gyulai István                                                            | 200 m           | 21,3          | 4.            | 10.           | 21,58   | 7.      | 14.     | kiesett       | kiesett       |               |               |               |               |
| Nagy Imre                                                                | 800 m           | 1:50,4        | 7.            | 30.           | kiesett | kiesett | kiesett | kiesett       | kiesett       |               |               |               |               |
| Stoll Lóránt                                                             | 800 m           | 1:50,3        | 5.            | 29.           | kiesett | kiesett | kiesett | kiesett       | kiesett       |               |               |               |               |
| Szentiványi Gergely                                                      | 1500 m          | 3:47,2        | 10.           | 25.           |         |         |         | kiesett       | kiesett       |               |               |               |               |
| Kiss István                                                              | 5000 m          | 13:59,6       | 2.            | 17.           |         |         |         | 13:48,2       | 7.            |               |               |               |               |
| Kiss György                                                              | 5000 m          | 13:57,0       | 6.            | 12.           |         |         |         | kiesett       | kiesett       |               |               |               |               |
| Mecser Lajos                                                             | 5000 m          | 13:50,2       | 3.            | 3.            |         |         |         | 13:48,0       | 5.            |               |               |               |               |
| Mecser Lajos                                                             | 10 000 m        |               |               |               |         |         |         | 28:27,0       |               |               |               |               |               |
| Szerényi János                                                           | 10 000 m        |               |               |               |         |         |         | 28:52,2       | 7.            |               |               |               |               |
| Sütő József                                                              | 10 000 m        |               |               |               |         |         |         | 29:24,8       | 13.           |               |               |               |               |
| Sütő József                                                              | Maraton         |               |               |               |         |         |         | nem ért célba | nem ért célba |               |               |               |               |
| Tóth Gyula                                                               | Maraton         |               |               |               |         |         |         | 2:22:2,0      |               |               |               |               |               |
| Tormási Attila                                                           | Maraton         |               |               |               |         |         |         | kiesett       | kiesett       |               |               |               |               |
| Babos Imre Rozsnyai Huba Hajdú Lajos Rábai Gyula                         | 4 × 100 m       | 40,7          | 5.            | 10.           |         |         |         | kiesett       | kiesett       |               |               |               |               |
| Horváth László Nemesházi Gyula Rábai Gyula Bátori István (Gyulai István) | 4 × 400 m       | 3:07,90       | 3.            | 3.            |         |         |         | 3:10,30       | 8.            |               |               |               |               |
| Sándor Máté                                                              | 3000 m akadály  | 9:03,2        | 8.            | 22.           |         |         |         | kiesett       | kiesett       |               |               |               |               |
| Jóny István                                                              | 3000 m akadály  | nem ért célba | nem ért célba | nem ért célba |         |         |         | kiesett       | kiesett       |               |               |               |               |
| Magyar Károly                                                            | 3000 m akadály  | 8:54,4        | 7.            | 19.           |         |         |         | kiesett       | kiesett       |               |               |               |               |
| Mélykúti Béla                                                            | 110 m gát       | 15,2          | 6.            | 23.           | kiesett | kiesett | kiesett | kiesett       | kiesett       |               |               |               |               |
| Oros Ferenc                                                              | 400 m gát       | 53,4          | 6.            | 20.           | kiesett | kiesett | kiesett | kiesett       | kiesett       |               |               |               |               |
| Kiss Antal                                                               | 20 km gyaloglás |               |               |               |         |         |         | 1:32:42,4     | 6.            |               |               |               |               |
| Dalmati János                                                            | 20 km gyaloglás |               |               |               |         |         |         | 1:34:42,6     | 10.           |               |               |               |               |
| Göri István                                                              | 20 km gyaloglás |               |               |               |         |         |         | nem ért célba | nem ért célba | nem ért célba | nem ért célba | nem ért célba | nem ért célba |
| Kiss Antal                                                               | 50 km gyaloglás |               |               |               |         |         |         | 4:35:11,0     | 12.           |               |               |               |               |
| Dinesz Béla                                                              | 50 km gyaloglás |               |               |               |         |         |         | kizárva       | kizárva       | kizárva       | kizárva       | kizárva       | kizárva       |

| Versenyző          | Versenyszám   | Selejtező                | Selejtező                | Döntő    | Döntő    |
| Versenyző          | Versenyszám   | Eredmény                 | Helyezés                 | Eredmény | Helyezés |
| ------------------ | ------------- | ------------------------ | ------------------------ | -------- | -------- |
| Medovárszky János  | Magasugrás    | 203 cm                   |                          | 203 cm   | 10.      |
| Noszály Sándor     | Magasugrás    | 200 cm                   |                          | kiesett  | kiesett  |
| Miskei János       | Rúdugrás      | érvényes kísérlet nélkül | érvényes kísérlet nélkül | kiesett  | kiesett  |
| Hossala József     | Távolugrás    | 727 cm                   | 17.                      | kiesett  | kiesett  |
| Margitics Béla     | Távolugrás    | 672 cm                   | 19.                      | kiesett  | kiesett  |
| Kalocsai Henrik    | Hármasugrás   | 16,28 m                  | 4.                       | 16,59 m  |          |
| Cziffra Zoltán     | Hármasugrás   | 15,99 m                  | 11.                      | 15,73 m  | 14.      |
| Ivanov Dragan      | Hármasugrás   | 15,22 m                  | 24.                      | kiesett  | kiesett  |
| Varjú Vilmos       | Súlylökés     | 19,05 m                  | 1.                       | 19,43 m  |          |
| Fejér Géza         | Súlylökés     | 17,57 m                  | 14.                      | kiesett  | kiesett  |
| Fejér Géza         | Diszkoszvetés | 53,22 m                  | 14.                      | kiesett  | kiesett  |
| Faragó János       | Diszkoszvetés | 52,84 m                  | 17.                      | kiesett  | kiesett  |
| Zsivótzky Gyula    | Kalapácsvetés | 68,40 m                  | 1.                       | 68,62 m  |          |
| Lovász Lázár       | Kalapácsvetés | 64,04 m                  | 8.                       | 65,28 m  | 6.       |
| Eckschmiedt Sándor | Kalapácsvetés | 63,90 m                  | 9.                       | 64,52 m  | 7.       |
| Kulcsár Gergely    | Gerelyhajítás | 77,64 m                  | 7.                       | 80,54 m  |          |
| Németh Miklós      | Gerelyhajítás | 78,34 m                  | 5.                       | 79,82 m  | 5.       |
| Kovács Gábor       | Gerelyhajítás | 69,14 m                  | 21.                      | kiesett  | kiesett  |

| Versenyző    | Versenyszám | 100 m | 100 m | Távolugrás | Távolugrás | Súlylökés | Súlylökés | Magasugrás | Magasugrás | 400 m | 400 m | 110 m gát | 110 m gát | Diszkoszvetés | Diszkoszvetés | Rúdugrás | Rúdugrás | Gerelyhajítás            | Gerelyhajítás            | 1500 m     | 1500 m     | Végeredmény | Végeredmény |
| Versenyző    | Versenyszám | Idő   | Pont  | Eredmény   | Pont       | Eredmény  | Pont      | Eredmény   | Pont       | Idő   | Pont  | Idő       | Pont      | Eredmény      | Pont          | Eredmény | Pont     | Eredmény                 | Pont                     | Idő        | Pont       | Pont        | Helyezés    |
| ------------ | ----------- | ----- | ----- | ---------- | ---------- | --------- | --------- | ---------- | ---------- | ----- | ----- | --------- | --------- | ------------- | ------------- | -------- | -------- | ------------------------ | ------------------------ | ---------- | ---------- | ----------- | ----------- |
| Hubai Gyula  | Tízpróba    | 11,6  |       | 6,24 m     |            | 12,83 m   |           | 1,80 m     |            | 53,1  |       | 16,5      |           | 43,08 m       |               | 445 cm   |          | 46,36 m                  |                          | 5:07,5     |            | 6454        | 22.         |
| Bakai József | Tízpróba    | 11,4  |       | 6,65 m     |            | 13,39 m   |           | 1,70 m     |            | 53,4  |       | 16,3      |           | 47,34 m       |               | 4,00 m   |          | érvényes kísérlet nélkül | érvényes kísérlet nélkül | nem indult | nem indult | feladta     | feladta     |

### Női
| Versenyző                                             | Versenyszám | Előfutam | Előfutam | Előfutam | Elődöntő | Elődöntő | Elődöntő | Döntő   | Döntő    |
| Versenyző                                             | Versenyszám | Idő      | Hely.    | Össz.    | Idő      | Hely.    | Össz.    | Idő     | Helyezés |
| ----------------------------------------------------- | ----------- | -------- | -------- | -------- | -------- | -------- | -------- | ------- | -------- |
| Markó Margit                                          | 100 m       | 11,8     | 2.       | 6.       | 11,8     | 2.       | 4.       | 11,9    | 6.       |
| Heldt Erzsébet                                        | 100 m       | 11,9     | 6.       | 12.      | kiesett  | kiesett  | kiesett  | kiesett | kiesett  |
| Heldt Erzsébet                                        | 200 m       | 24,8     | 6.       | 15.      | kiesett  | kiesett  | kiesett  | kiesett | kiesett  |
| Munkácsi Antónia                                      | 400 m       | 54,0     | 1.       | 2.       | 53,9     | 1.       | 1.       | 53,9    |          |
| Nagy Zsuzsa                                           | 400 m       | 54,6     | 1.       | 8.       | 54,0     | 1.       | 2.       | 54,3    | 7.       |
| Nagy Zsuzsa                                           | 800 m       | 2:06,9   | 1.       | 6.       | 2:05,2   | 3.       | 5.       | 2:03,1  |          |
| Nagy Katalin                                          | 800 m       | 2:10,8   | 7.       | 25.      | kiesett  | kiesett  | kiesett  | kiesett | kiesett  |
| Szenteleki Sára                                       | 800 m       | 2:05,6   | 3.       | 3.       | 2:05,8   | 5.       | 9.       | kiesett | kiesett  |
| Szenteleki Sára                                       | 400 m       | 54,9     | 4.       | 13.      | kiesett  | kiesett  | kiesett  | kiesett | kiesett  |
| Markó Margit Heldt Erzsébet Kovács Annamária Such Ida | 4 × 100 m   | 45,3     | 3.       | 5.       |          |          |          | 45,1    | 4.       |
| Pethő Mária                                           | 80 m gát    | 11,6     | 6.       | 23.      | kiesett  | kiesett  | kiesett  | kiesett | kiesett  |

| Versenyző       | Versenyszám   | Selejtező | Selejtező | Döntő    | Döntő    |
| Versenyző       | Versenyszám   | Eredmény  | Helyezés  | Eredmény | Helyezés |
| --------------- | ------------- | --------- | --------- | -------- | -------- |
| Steitz Anna     | Magasugrás    | 155 cm    |           | kiesett  | kiesett  |
| Skultéty Etelka | Távolugrás    | 594 cm    | 16.       | kiesett  | kiesett  |
| Bognár Judit    | Súlylökés     |           |           | 15,17 m  | 9.       |
| Mikuss Judit    | Súlylökés     |           |           | 14,35 m  | 13.      |
| Kontsek Jolán   | Diszkoszvetés | 53,28 m   | 5.        | 56,24 m  | 4.       |
| Stugner Judit   | Diszkoszvetés | 53,12 m   | 6.        | 49,96 m  | 10.      |
| Antal Márta     | Gerelyhajítás | 57,72 m   | 2.        | 54,30 m  | 6.       |
| Radnai Ágnes    | Gerelyhajítás | 49,34 m   | 13.       | kiesett  | kiesett  |
| Németh Angéla   | Gerelyhajítás | 49,14 m   | 15.       | kiesett  | kiesett  |

| Versenyző        | Versenyszám | 80 m gát | 80 m gát | Súlylökés | Súlylökés | Magasugrás | Magasugrás | Távolugrás | Távolugrás | 200 m | 200 m | Végeredmény | Végeredmény |
| Versenyző        | Versenyszám | Idő      | Pont     | Eredmény  | Pont      | Eredmény   | Pont       | Eredmény   | Pont       | Idő   | Pont  | Pont        | Helyezés    |
| ---------------- | ----------- | -------- | -------- | --------- | --------- | ---------- | ---------- | ---------- | ---------- | ----- | ----- | ----------- | ----------- |
| Kovács Annamária | Ötpróba     | 11,2     |          | 11,59 m   |           | 1,59 m     |            | 6,03 m     |            | 24,6  |       | 4005        | 5.          |
| Papp Margit      | Ötpróba     | 12,2     |          | 11,80 m   |           | 1,50 m     |            | 5,64 m     |            | 26,6  |       | 3451        | 18.         |